# پاراجانف: آخرین بهار (فیلم)
پاراجانف: آخرین بهار (روسی: Параджанов последняя весна; ارمنی: Փարաջանով: Վերջին Գարուն; فرانسوی: Paradjanov : le dernier printemps‎) یک فیلم به کارگردانی میکائیل وارطانوف و سرگئی پاراجانف است که در سال ۱۹۹۲ منتشر شد. از بازیگران آن می‌توان به سرگئی پاراجانف، سوفیکو چیارلی، و سیلوا کاپوتیکیان اشاره کرد.

## جوایز و افتخارات
- جشنواره فیلم بورلی هیلز: جایزه نخل طلایی - ۲۰۰۳
- جوایز نیکا: بهترین فیلم مستند - ۱۹۹۳
- جشنواره بین‌المللی فیلم سانفرانسیسکو: جایزه گلدن گیت - ۱۹۹۵
- جشنواره فیلم پوسان: Eternal Travelers for Freedom Retrospective - ۲۰۱۲